# Chez Ali Club de Marrakech
O Olympic Marrakech (em árabe  : نادي أولمبيك مراكش ) é um clube marroquino de futebol fundado em 2001 e com sede na cidade de Marrakech .
Anteriormente chamado de Chez Ali Club de Marrakech , a equipe atualmente joga no Amateurs I (terceira divisão).

## História
O clube foi fundado em 2001.